# José Vicente Ortega y Mesa
José Vicente Ortega y Mesa (Bogotá, marzo 1766 - Bogotá, 13 de octubre de 1835) fue un político y militar colombiano.
Fue un prócer de la Independencia de Colombia.

## Biografía
Estudió en el Colegio San Bartolomé de Bogotá. Se desempeñó en el cargo de Regidor Fiel Ejecutor del Ilustre Cabildo de Santafé, firmó el llamado "'memorial de agravios" en 1809 y el Acta de la independencia el 20 de julio de 1810, fue miembro de la Junta Suprema, en ella hizo parte de la Comisión de Policía y Gobierno. Sirvió además como Administrador de las Salinas de Nemocón, de la Casa de la Moneda y como Capitán de Milicias.

## Familia
Hijo del político José Ignacio Ortega Gómez de Salazar y de Petrona Inés de Mesa y Moreno de Rojas. Casado con Benita Nariño y Álvarez, tuvo 4 hijos: José María Ortega y Nariño, Carlos Ortega Nariño, Mariano Ortega Nariño, y Francisca Ortega Nariño.

## Homenajes
El Ejército Nacional de Colombia tiene el Batallón de Instrucción Entrenamiento y Reentrenamiento N.°8 Capitán José Vicente Ortega y Mesa.